# Manuel Curto
Manuel José da Luz Correia Curto, genannt Manuel Curto (* 9. Juli 1986 in Torres Vedras) ist ein ehemaliger portugiesischer Fußballspieler.

## Karriere
In seiner Jugend verbrachte Manuel Curto acht Jahre im Nachwuchssystem von Benfica Lissabon, wo er noch als offensiver Mann eingesetzt wurde.
Nach einigen Jahren in unteren Ligen wechselte er zu GD Estoril Praia in die Segunda Liga. In der Saison 2010/11 wechselte er zu Naval 1º de Maio, wo er am 24. September 2010 sein Debüt in der Primeira Liga gab.
Am 20. März 2012 erzielte er zwei Tore gegen SC Beira-Mar und verhalf so seiner Mannschaft zum Endstand von 2:2.
Im Januar 2013 wechselte er zum FK Taras. Gleich am 1. Spieltag erzielte er zwei Tore beim 4:1 seiner Mannschaft gegen FK Atyrau.